# Hans-Joachim Preuss
Hans-Joachim Preuss (Neuwied am Rhein, 5 de junho de 1955) é um economista agrícola alemão.

## Biografia

### Histórico profissional
Após a conclusão do ensino secundário, Preuss completou primeiro um estágio comercial antes de obter o seu diploma geral de entrada na universidade no Koblenz State College em Koblenz.
Depois de um estágio pedagógico social no departamento de jovens da Igreja Evangélica na Renânia em Kastellaun (Hunsrück) e um estágio agrícola em Kirchberg (Rhein-Hunsrück), ele começou a estudar ciências agrícolas  na Universidade de Giessen, onde se formou como engenheiro agrônomo. Ele então começou seus estudos de pós-graduação no en:German Development Institute (DIE), Bonn. Em 1986, Preuss iniciou sua atividade profissional em cooperação para o desenvolvimento na GTZ como assistente de projeto na Mauritânia e continuou como economista de projeto e líder de equipe em Benin. De 1991 a 1994 foi pesquisador associado no Centre for Regional Development Research da Universidade de Giessen, onde obteve seu doutorado com um estudo de caso sobre pesquisa agrícola orientada para grupos-alvo em países em desenvolvimento. Depois de retornar à GTZ em 1994, foi membro do departamento de desenvolvimento corporativo até 1996.
Em 1996, Preuss mudou-se para en:Welthungerhilfe em Bonn, onde inicialmente trabalhou como chefe do departamento de “Programas e Projetos”. De 2003 a 2009, foi secretário-geral da de:Welthungerhilfe e chefiou a organização como diretor administrativo. Em 1º de julho de 2009, Hans-Joachim Preuss tornou-se diretor administrativo da GIZ e é membro do conselho executivo de cinco membros desde 2011. De 2018 a 2021, H.J. Preuss foi representante nacional da Fundação Friedrich Ebert em Cotonou, Benim. Desde 2014, Preuss é professor no Instituto de Ciência Política e Sociologia da Universidade de Bonn.  Ele ensina em particular sobre desenvolvimento alemão e europeu e questões de política de segurança com Áfrican, Caribe e Estados insulares do Pacífico. Ele tem muitos anos de experiência profissional em vários níveis em várias organizações governamentais, não governamentais e de cooperação acadêmica para o desenvolvimento na Alemanha e no exterior. Ele estava preocupado principalmente com os problemas de desenvolvimento e segurança na África, com os movimentos globais de migração e o futuro da cooperação internacional e documentou essas considerações em várias publicações.
Preuss é membro do SPD há muitos anos e é membro da associação local em Troisdorf desde 1996. Ele também é presidente do conselho de administração do Berlin Governance Platform GmbH, membro do conselho da Andheri-Hilfe e.V. Bonn e presidente da casa de conferências Hunsrück e.V.

## Publicações (seleção)
- ... Klimawandel und globale Wanderungsbewegungen, in: Beck, Ralf-Uwe, Klaus Töpfer und Angelika Zahrnt (eds.), „Flucht – Ursachen bekämpfen, Flüchtlinge schützen. Plädoyer für eine humane Politik“, pp.. 39–44, Munique, 2022: Oekom Verlag
- ... 20 Jahre Afghanistan: Lehren für das deutsche Engagement in Krisenregionen. de:Zeitschrift für Außen- und Sicherheitspolitik, vol. 15, pp. 1–21 (2022).
- ... Der schleichende Niedergang der Demokratie in Benin. Konsequenzen für die Förderung von Rechtsstaatlichkeit und gutem Regieren in der internationalen Zusammenarbeit mit Westafrika. Zeitschrift für Außen- und Sicherheitspolitik, vol. 13 (4); pp. 343–356 (2019)
- .... Forced Displacement and Migration – Approaches and Programmes of International Cooperation, Wiesbaden 2022: Springer (edited with: Christoph Beier und Dirk Messner)
- ... Potenziale und Grenzen der Zusammenarbeit von staatlichen und nichtstaatlichen Organisationen in Entwicklungspolitik und internationaler Zusammenarbeit. In: Heuser, M., Abdelalem, T. (eds) Strategisches Management humanitärer NGOs. Springer Gabler, Berlim, Heidelberg. (2018)
- ... Fragile Staatlichkeit in Afrika. Was kann Entwicklungszusammenarbeit leisten? . de:Zeitschrift für Außen- und Sicherheitspolitik, vol 6, pp. 309–318 (2013)
- ... Problems and Prospects of Agricultural Development in Cuba, Quarterly Journal of International Agriculture (2001), No. 2 (com: H. Gaese).
- ... Paysans, vulgarisateurs et chercheurs au sud du Bénin: Le trio déconnecté, Studien zur ländlichen Entwicklung, vol. 54, Münster, Hamburgo, 1996 (com: A. Floquet and N. von der Lühe)
- ... Ländliche Entwicklung und regionales Ressourcenmanagement – Einführung und Überblick, in: Preuss, H.-J. A.; Roos, G. (eds.), „Ländliche Entwicklung und regionales Ressourcenmanagement: Konzepte – Instrumente – Erfahrungen“, Gießen, 1994 (com: G. Roos)
- ... Vom Camarade zum Monsieur. Sozioökonomische Probleme der Strukturanpassung in Benin. de:Peripherie (Zeitschrift) ,vol. 46 (1992), pp. 47–70 (com: D. Kohnert).
- ... Perspektiven Zielorientierter Projektplanung in der Entwicklungszusammenarbeit (= Ifo-Studien zur Entwicklungsforschung, vol. 22, Londres 1992 (com: D. Kohnert und P. Sauer).